# Тулчская епархия
Тулчская епархия (рум. Episcopia Tulcii) — епархия Румынской православной церкви с центром в городе Тулча в Румынии. Входит в состав Митрополии Мунтении и Добруджи. Объединяет приходы и монастыри жудеца Тулча.
Правящий архиерей — епископ Тулчский Виссарион (Бэлцат) (с 25 марта 2008 года).
Административно епархия разделена на три протопопии (благочиния): Тулча, Никулицел и Бабадаг.

## История
Епископия в Эгиссе (ныне Тулча) упоминается среди епископий Томисской митрополии в VI веке. В XIII—XIV веках христиане области, возможно, находились в юрисдикции Вичинской епископии (большинство исследователей локализуют её в Исакче, ныне в жудеце Тулча). После турецкого завоевания Добруджи о епархиальной организации данной области ничего не известно. После падения Константинополя в 1453 году эта территория, по всей видимости, находилась в юрисдикции Константинопольского Патриархата. В середине XVI века на Добруджу распространилась юрисдикция новообразованной Проилавской митрополии с кафедрой в Брэиле.
В 1829 году турецкие райи на территориях Дунайских княжеств были упразднены, тогда же была расформирована Проилавская митрополия. Православные христиане Северной Добруджи и Северной Тулчи после этого управлялись греческими иерархами и входили в состав Константинопольской православной церкви.
После Русско-турецкой войны (1877—1878) земли Добруджи присоединены к Румынии. 16 марта 1879 года епархия была упразднена и включена в состав Нижнедунайской епархии.
В 1949 году Тулча была передана в состав Констанцской епархии, но уже в 1950 году Констанцская и Галацкая епархия были объединены под старым названием «Нижнедунайская епархия». В 1975 года эта епархия возведена в ранг архиепископии и стала называться Томисской и Нижнедунайской. Центром архиепископии был город Галац. В 1990 году была возрождена Томисская архиепископия с центром в городе Констанца, куда вошла территория Добруджи.
15 апреля 2004 года Священный синод Румынской православной церкви принимает решение о возрождении Тулчской епархии. 5 марта 2008 года первым архиереем возрождённой епархии был избран епископ Виссарион (Бэлцат), до этого бывший викарием Сибиуской архиепископии. 25 марта того же года он был возведён на кафедру в кафедральном соборе города Тулча.

## Монастыри
На 2019 год в епархии действуют монастыри и скиты:
- Монастырь Челик-Дере — женский
- Монастырь Кокош — мужской
- Монастырь Саон — женский
- Монастырь Халмирис — мужской
- Монастырь Святого Николая (Мачин) — женский
- Монастырь Диноджеция — мужской
- Монастырь в честь иконы Божией Матери «Живоносный Источник» — мужской
- Монастырь Вистерна — женский
- Монастырь Летя — мужской
- Скит Святого Креста — женский
- Монастырь Кодру — мужской
- Монастырь Чербу — мужской
- Монастырь Валя-Тейлор — мужской
- Благовещенский скит — мужской

## Архиереи
- Виссарион (Бэлцат) (с 25 марта 2008 года)